# AGV
AGV (произносится «А-Же-Ве» от фр. Automotrice à grande vitesse — «высокоскоростной самодвижущийся вагон») — скоростные поезда 4-го поколения компании Alstom, которые предполагается использовать во Франции вместо эксплуатирующихся сейчас TGV. В отличие от TGV, движимых электрическими «тяговыми головами» (в отличие от электровозов, таковые построены специально для TGV-электропоездов и конструктивно неразрывно связаны с электропоездом, в состав которого они поставлены, и на применение в качестве самостоятельных «вагоннопоездных» локомотивов они не рассчитаны), расположенными по концам поезда, у AGV двигатели находятся под полом пассажирских вагонов. Этот принцип используется в обычных электричках и в скоростных поездах, таких, как немецкий Velaro, японский Shinkansen и итальянский Pendolino, но в AGV впервые удалось совместить этот подход с расположением моторных тележек не под самими вагонами, а под сочленениями между ними.
Alstom предполагает использование AGV в конфигурации от семи до четырнадцати вагонов, с общим количеством мест 250—650 пассажиров. Эксплуатационная скорость будет составлять 360 км/ч. Масса у AGV меньше, чем у предшественников, что позволяет экономить электроэнергию. АGV на 30 % экономичнее, чем TGV.
Прототип поезда был представлен 5 февраля 2008 в присутствии президента Франции Николя Саркози.

## Технические особенности

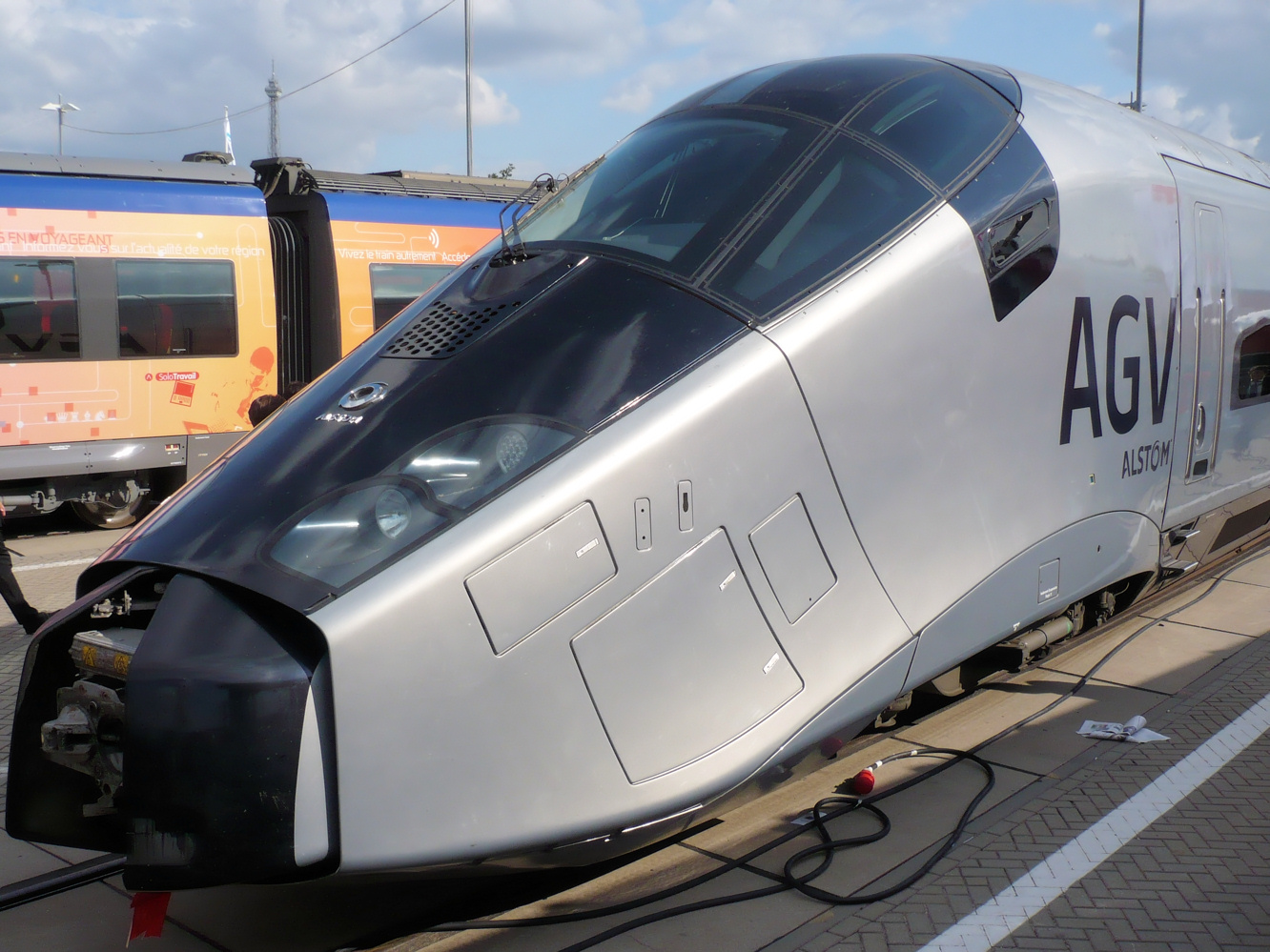
Alstom AGV на Innotrans 2008

При проектировании AGV была выбрана схема электропоезда с распределённой тягой, с расположением моторных тележек под полом пассажирских вагонов. Это стало возможным с появлением мощных и одновременно компактных синхронных двигателей с постоянными редкоземельными магнитами. В отличие от классической компоновки с головным и оконечным моторными вагонами, не возникает проблема с ограничением максимальной нагрузки на ось, которая в Европе составляет 17 тонн.
У AGV, как и у TGV, колёсные тележки расположены не непосредственно под полом вагонов, а под пространством между вагонами. Такой подход позволяет решить ряд задач: улучшить вибро- и акустический комфорт, увеличить безопасность и уменьшить количество колёсных тележек.
Синхронные электродвигатели и моторные тележки типов, которые используются в AGV, были установлены на модифицированном TGV Duplex, который 3 апреля 2007 успешно прошёл путь Париж-Страсбург, развив рекордную скорость 574,8 км/ч. Целью эксперимента было не только установление рекорда, но и проверка различных систем и измерение аэродинамических, акустических и вибрационных показателей, что было использовано для улучшения характеристик разрабатываемого AGV.
Профиль носовой части оптимизирован для уменьшения аэродинамического сопротивления. В носовом обтекателе также заключены силовые конструкции пассивной безопасности, неупругая деформация которых способна поглотить 4,5 МДж энергии при столкновении.

## Пользователи
Первым заказчиком стала итальянская компания Nuovo Trasporto Viaggiatori (NTV), первая частная компания-оператор высокоскоростных поездов в Европе. Согласно контракту, анонсированному 17 января 2008 года, должно быть поставлено 25 штук 11-вагонных поездов AGV. Коммерческая эксплуатация AGV началась 28 апреля 2012 года на линии Неаполь-Рим-Флоренция-Болонья-Милан.
Air France-KLM также рассматривает выход на рынок наземных высокоскоростных перевозок и планирует закупку или лизинг некоторого количества поездов AGV.
ОАО Российские железные дороги изучали в 2010 году возможность закупки 20 высокоскоростных поездов AGV производства французской компании Alstom для маршрута Москва — Санкт-Петербург, но в дальнейшем от этого было решено отказаться.

## Avelia
Брэнд Avelia разрабатывался с 2008 года и может включать технологии распределённых тяговых тележек AGV, двух-палубных вагонов Euroduplex и изменения наклона кузова Pendolino.
В 2016 году AmTrak объявил о заказе на 28 поездов Avelia Libery, которые должны заменить Acela Express на «северовосточном коридоре» от Вашингтона (округ Колумбия) до Филадельфии, Нью-Йорка и Бостона. Поезд будет способен развивать скорость до 300 км/ч при использовании наклона и до 350 км/ч на ровных участках. Avelia Liberty использует тяговые вагоны-локомотивы в начале и конце поезда. Производство поездов будет локализовано в США на заводах в штате Нью-Йорк.